# 阿利克斯·迪迪埃·菲斯-艾梅
阿利克斯·迪迪埃·菲斯-艾梅（法語：Alix Didier Fils-Aimé，發音：[aliks didje fis ɛme]；1971年11月14日—），海地政治人物、商人，他在2024年11月10日被過渡總統委員會任命出任海地總理代替被解職的加里·科尼耶。

## 生平
菲斯-艾梅曾就讀波士頓大學，在米歇爾·馬爾泰利政府擔任海地商會主席，擁有多家洗衣店。
從1999年到2011年，他擔任海地互聯網供應商之一Hainet的總裁。他是海地資訊與通信技術企業（ATIC）的創始人之一，該組織是海地的一個組織，旨在促進和增加技術系統。
他曾在2015年為 Vérité 黨競選海地參議院席位但未成功。